# Day by Day (플라이 투 더 스카이의 음반)
《Day by Day》는 대한민국의 듀오 플라이 투 더 스카이의 데뷔 앨범이다.

## 수록곡
| #            | 제목                                     | 작사                                                | 작곡         | 편곡          | 재생 시간 |
| ------------ | ---------------------------------------- | --------------------------------------------------- | ------------ | ------------- | --------- |
| 1.           | 〈Intro〉                                | J-Style(방성준), 브라이언(영어 랩 가사)             | J-Style      | J-Style       | 0:38      |
| 2.           | 〈In My Dream〉 (feat. H.O.T.)           | 강타, 문희준/이재원(랩 가사), 토니 안(랩/영어 가사) | 강타         | 강타          | 4:21      |
| 3.           | 〈Day by Day〉                           | 지국현, 브라이언(나레이션)                          | 지국현       | 지국현        | 3:58      |
| 4.           | 〈I Don't Wanna Say Good-bye〉           | 서융근, 이우천, 브라이언(영어 랩)                   | 서융근       | 서융근, B.Roc | 3:26      |
| 5.           | 〈Fly To The Sky〉                       | 유영진, B.Roc(영어 랩)                              | 유영진       | 유영진        | 3:51      |
| 6.           | 〈Wanna be with You〉                    | 서융근, 이우천, 브라이언(영어 랩)                   | 서융근       | 서융근        | 4:25      |
| 7.           | 〈Everything...〉                        | 서융근, 브라이언(영어 랩)                           | 서융근       | 서융근        | 3:58      |
| 8.           | 〈내겐 너무 예쁜 그대〉 (Beautiful Girl) | 조규만, 브라이언(나레이션)                          | 조규만       | 조규만        | 4:33      |
| 9.           | 〈사랑을 닮은 노래〉 (A Song for Love)   | 강타                                                | 강타         | 강타          | 4:35      |
| 10.          | 〈Warning〉                              | 조규만, 브라이언(영어 랩)                           | 조규만       | 조규만        | 3:45      |
| 11.          | 〈Love Forever〉                         | 김영기, 브라이언(영어 랩)                           | 김영기       | 김영기        | 5:49      |
| 12.          | 〈In My Dream〉 (Extended Version)       |                                                     |              |               | 4:48      |
| 총 재생 시간 | 총 재생 시간                             | 총 재생 시간                                        | 총 재생 시간 | 총 재생 시간  | 47:37     |

## 참여
이 목록은 해당 앨범의 부클릿 〈staff〉목록을 참고하였다.
| 플라이 투 더 스카이 - 환희 - 보컬, 코러스(6, 11), 백 보컬(9) - 브라이언 - 보컬, 랩, 코러스(6, 11), 백 보컬(9) 세션 - 강타 - 컴퓨터 프로그래밍/신시사이저/백 보컬/디렉터(2, 9) - Sam Lee - 기타(3, 4, 7, 8, 10) - 최태완 - 건반 악기(3) - 이태윤 - 베이스 기타(3~5, 8, 11) - 김현아 - 코러스(3, 4, 6, 7) - 문지환 - 코러스(3, 6, 7) - 서융근 - 스틸 기타 프로그래밍(4) - 강혁 - 코러스(4) - 유영진 - 코러스(5) - Groovie K - 기타 편곡(5), 기타(11) - 황세준 - 건반(8) - 조규찬 - 코러스(8, 10) - 오조환 - 바이올린/현악(9) | 스탭 - 이수만 - 프로듀서 - KAT, 김영훈, 여두현 - 녹음, 믹싱 - 전훈(소닉 코리아) - 마스터링 - 김경욱 - 프로덕션 - 조도형, 정유진, 김도훈, 조인영, 오재혁, 주성미, 송지은, 김영민, 김태신, 서세현 - 프로덕션 보조 - 이수용, 김기범 - A&R - 김정욱, 박권영 - 프로모션 - M.S 댄싱팀(손성욱) - 안무 - 성문석, 최원석, 김지헌, 선우윤재 - 스타일리스트 - 조선희 - 사진 - 이혜진 - 앨범 디자인 - (주)명진아트 - 인쇄 |